# Týnec (Moravia meridionale)
Týnec (in tedesco Teinitz) è un comune della Repubblica Ceca facente parte del distretto di Břeclav, in Moravia Meridionale.